# Reuzenblauwtongskink
De reuzenblauwtongskink (Tiliqua gigas) is een hagedis uit de familie skinken (Scincidae).

## Naam
De soort wordt ook wel Nieuw-Guinea blauwtongskink of Indonesische blauwtongskink genoemd. De skink werd voor het eerst wetenschappelijk beschreven door Johann Gottlob Schneider in 1801. Oorspronkelijk werd de naam Scincus gigas gebruikt.

## Uiterlijke kenmerken
Net als andere blauwtongskinken heeft de hagedis een plompe lichaamsbouw met kleine korte poten en een relatief korte staart. De kleur is roodbruin tot grijs, op de rug is een donkere strepentekening aanwezig van acht tot tien dwarsbanden bij juvenielen. Bij oudere dieren vormen de dwarsbanden vlekkenrijen. De poten zijn meestal donker gekleurd. Het is een wat grotere soort die een totale lichaamslengte van 55 centimeter kan bereiken.
De reuzenblauwtonskink heeft donkere flanken, in tegenstelling tot de gelijkende gewone blauwtongskink (Tiliqua scincoides). Deze laatste soort is ook meer gedrongen.

## Levenswijze
Het voedsel van deze terrestrische hagedis bestaat zowel uit dierlijk materiaal zoals insecten en slakken maar ook verschillende plantendelen worden gegeten, bijvoorbeeld vruchten en bladeren. De hagedissen leven in solitair. De vrouwtjes zijn eierlevendbarend, De eieren worden in het lichaam uitgebroed. Een worp bestaat uit 8 tot 13 jongen, ze zijn gelijk zelfstandig en gaan hun eigen weg. Er komt geen vorm van broedzorg voor, dit komt bij sommige skinken wel voor.

## Verspreiding en habitat
De reuzenblauwtongskink is de enige blauwtongskink die niet in Australië voorkomt. De skink komt voor in delen van Azië en leeft in Indonesië (Ambon, Ceram, Ternate, Halmahera, Kei-eilanden, Aru-eilanden), Papoea-Nieuw-Guinea, Japen, Admiraliteitseilanden, Nieuw-Brittannië en de Bismarck-archipel.

## Ondersoorten
Er worden drie ondersoorten erkend, die verschillen in uiterlijk en verspreidingsgebied.
| Naam                     | Auteur          | Verspreidingsgebied                                |
| ------------------------ | --------------- | -------------------------------------------------- |
| Tiliqua gigas evanescens | Shea, 2000      | Papoea-Nieuw-Guinea, Indonesië (Irian Jaya)        |
| Tiliqua gigas keiensis   | Schneider, 1801 | Aru-eilanden, Kei-eilanden, Indonesië (Irian Jaya) |
| Tiliqua gigas gigas      | Oudemans, 1894  | De rest van het verspreidingsgebied                |